# Chinewalking
Chinewalking bezeichnet das Kippen eines sehr schnellen Motorbootes über die Längsachse. Das Boot ragt also vorne weiter aus dem Wasser als hinten.
Es tritt bei V-Rumpf-Booten ab einer gewissen Geschwindigkeit auf, wenn das Boot bedingt durch den dynamischen Auftrieb höher aus dem Wasser kommt. Dann hat nur noch der hintere Teil der Bootsbreite um den Motor Wasserkontakt. Das Chinewalking kann bei zu hohen Geschwindigkeiten auch zum Überschlagen des Bootes führen. Es kann mit richtig eingestellten Trimmklappen und guter Reaktion des Schiffsführers hinausgezögert, aber nicht verhindert oder wirklich beherrscht werden.